# Remigia ramifera
Remigia ramifera là một loài bướm đêm trong họ Erebidae.